# ニッポン・トルネード
ニッポン・トルネード（Nippon Tornadoes）は、かつて活動していたバスケットボールチームである。2009年より2013年まで、インターナショナル・バスケットボール・リーグ（IBL）に参戦していた。

## 概略
設立母体は西日本を中心にバスケットボール教室を運営するジャパン・バスケットボール・アカデミー（JBA）。

### 発足まで
2008年4月6日に2009年シーズンからのIBL参加が発表された。以前JBAでは愛媛をホームとして国内プロリーグ参戦を目指していた時期もあったが、頓挫している。
日本人により編成され、活動拠点は松山市とオレゴン州とする。日本からの海外リーグ参戦は史上初である。
2009年4月、参加選手が決定。JBL及びbjリーグ選手も含まれている。

### 2009年
初年度は18戦全敗に終わった。しかし、トルネードからIBLオールスターに田村大輔と片岡大晴の2名が選ばれた。

### 2010年
2010年シーズンのロースターは2009年10月から12月まで募集をかけて、年明けより随時発表される。
2010年シーズンも引き続きIBLに参戦する予定だったが、契約に至らず不参加。「トルネード活動」と称して現地でトレーニングを受け、アマチュアリーグに参加。終了後に米プロリーグトライアウトへ参加させる内容となっている。

### 2011年
2011年シーズンは2010年に続いて「トルネード活動」を行った。
活動の一環として片岡選手（JBL栃木）、並里選手（bj沖縄）がNBA シャーロット・ボブキャッツトライアウトに参加し好感触を得るもNBAがロックアウトのため交渉、契約に至らず。

### 2012年
2012年シーズンは満を持してIBLに参戦。初勝利をあげるも1勝12敗。

### 2013年
2013年シーズンは引き続きIBLに参加し、1勝18敗だった。

### 2014年
2014年はIBLへの参加を見送り、2011年以来の「トルネード活動」を行った。

## 選手・スタッフ
2009シーズン
- ヘッドコーチ：西田辰巳
- 選手
  - 梅田智之
  - 杉脇大輔
  - 河相智志
  - 奥本友人
  - 中島健太
  - 大塚史日瑚
  - 伊藤邦茂
  - 田村大輔
  - 福田幹也
  - 片岡大晴
  - 仲摩匠平

2012シーズン
- ヘッドコーチ：西田辰巳
- 選手
  - ＃23　Kunishige Ito (伊藤邦茂)
  - ＃1 Yasuo Iijima (飯島康夫)
  - ＃17 Daishi Hayakawa (早川大史)
  - ＃22　Soichiro Fujitaka (藤髙宗一郎)
  - ＃5　Kosei Ban (伴晃生)